# Магомадов, Касум
Касум Магомадов — советский чеченский тяжелоатлет, мастер спорта СССР, главный тренер сборной команды Чеченской Республики в начале-середине 2000-х годов. В настоящее время тренер спортивного общества «Динамо» (Грозный).

## Известные воспитанники
- Эдиев, Асламбек Лечиевич — многократный чемпион России, призёр чемпионатов Европы и мира, заслуженный мастер спорта России;
- Могушков, Чингиз Лечиевич — чемпион и призёр чемпионатов России, призёр чемпионата Европы, обладатель всероссийского рекорда в рывке;
- Тадаев, Рамзан Саидович — бронзовый призёр чемпионата России;